# Copa Davis 2018
La Copa Davis 2018, també coneguda com a Davis Cup by BNP Paribas 2018, correspon a la 107a edició del torneig de tennis masculí més important per nacions. Setze equips participaren en el Grup Mundial i més de cent en els diferents sectors regionals.

## Grup Mundial
| Equips participants | Equips participants | Equips participants | Equips participants |
| ------------------- | ------------------- | ------------------- | ------------------- |
| Alemanya            | Austràlia (6)       | Bèlgica (2)         | Canadà              |
| Croàcia (4)         | Espanya             | Estats Units        | França (1)          |
| Hongria             | Itàlia (8)          | Japó                | Kazakhstan          |
| Països Baixos       | Regne Unit (3)      | Sèrbia (7)          | Suïssa (5)          |

### Quadre
|  | Primera ronda 2 - 4 de febrer           | Primera ronda 2 - 4 de febrer             | Primera ronda 2 - 4 de febrer           |                               |            | Quarts de final 6 - 8 d'abril | Quarts de final 6 - 8 d'abril | Quarts de final 6 - 8 d'abril |   |   | Semifinals 14 - 16 de setembre | Semifinals 14 - 16 de setembre | Semifinals 14 - 16 de setembre |  |   | Final 23 - 25 de novembre | Final 23 - 25 de novembre | Final 23 - 25 de novembre |
|  |                                         |                                           |                                         |                               |            |                               |                               |                               |   |   |                                |                                |                                |  |   |                           |                           |                           |
|  | Albertville, França (dura interior)     |                                           |                                         |                               |            |                               |                               |                               |   |   |                                |                                |                                |  |   |                           |                           |                           |
|  | 1                                       | França                                    | 3                                       |                               |            |                               |                               |                               |   |   |                                |                                |                                |  |   |                           |                           |                           |
|  | 1                                       | França                                    | 3                                       | Gènova, Itàlia (terra batuda) |            |                               |                               |                               |   |   |                                |                                |                                |  |   |                           |                           |                           |
|  |                                         | Països Baixos                             | 1                                       |                               |            |                               |                               |                               |   |   |                                |                                |                                |  |   |                           |                           |                           |
|  |                                         | Països Baixos                             | 1                                       | 1                             | França     | 3                             |                               |                               |   |   |                                |                                |                                |  |   |                           |                           |                           |
|  | Morioka, Japó (dura interior)           |                                           |                                         | 1                             | França     | 3                             |                               |                               |   |   |                                |                                |                                |  |   |                           |                           |                           |
|  |                                         | 8                                         | Itàlia                                  | 1                             |            |                               |                               |                               |   |   |                                |                                |                                |  |   |                           |                           |                           |
|  | 8                                       | 8                                         | Itàlia                                  | 1                             | Itàlia     | 3                             |                               |                               |   |   |                                |                                |                                |  |   |                           |                           |                           |
|  | 8                                       |                                           |                                         |                               | Itàlia     | 3                             | Lilla, França (dura interior) |                               |   |   |                                |                                |                                |  |   |                           |                           |                           |
|  |                                         | Japó                                      | 1                                       |                               |            |                               |                               |                               |   |   |                                |                                |                                |  |   |                           |                           |                           |
|  |                                         |                                           |                                         |                               |            |                               | 1                             | França                        | 3 |   |                                |                                |                                |  |   |                           |                           |                           |
|  | Marbella, Espanya (terra batuda)        |                                           |                                         |                               |            |                               | 1                             | França                        | 3 |   |                                |                                |                                |  |   |                           |                           |                           |
|  |                                         |                                           | Espanya                                 | 2                             |            |                               |                               |                               |   |   |                                |                                |                                |  |   |                           |                           |                           |
|  | 3                                       | Regne Unit                                | Espanya                                 | 2                             | 1          |                               |                               |                               |   |   |                                |                                |                                |  |   |                           |                           |                           |
|  | 3                                       | Regne Unit                                | València, Espanya (terra batuda)        |                               | 1          |                               |                               |                               |   |   |                                |                                |                                |  |   |                           |                           |                           |
|  |                                         | Espanya                                   | 3                                       |                               |            |                               |                               |                               |   |   |                                |                                |                                |  |   |                           |                           |                           |
|  |                                         | Espanya                                   | 3                                       |                               | Espanya    | 3                             |                               |                               |   |   |                                |                                |                                |  |   |                           |                           |                           |
|  | Brisbane, Austràlia (dura)              |                                           |                                         |                               | Espanya    | 3                             |                               |                               |   |   |                                |                                |                                |  |   |                           |                           |                           |
|  |                                         |                                           | Alemanya                                | 2                             |            |                               |                               |                               |   |   |                                |                                |                                |  |   |                           |                           |                           |
|  | 6                                       | Austràlia                                 | Alemanya                                | 2                             | 1          |                               |                               |                               |   |   |                                |                                |                                |  |   |                           |                           |                           |
|  | 6                                       | Austràlia                                 |                                         |                               | 1          |                               |                               |                               |   |   |                                | Lilla, França (terra batuda)   |                                |  |   |                           |                           |                           |
|  |                                         | Alemanya                                  | 3                                       |                               |            |                               |                               |                               |   |   |                                |                                |                                |  |   |                           |                           |                           |
|  |                                         |                                           |                                         |                               |            |                               |                               |                               |   |   |                                |                                |                                |  |   |                           |                           |                           |
|  |                                         |                                           |                                         |                               |            |                               |                               |                               |   |   |                                |                                |                                |  | 1 | França                    | 1                         |                           |
|  | Astanà, Kazakhstan (dura interior)      |                                           |                                         |                               |            |                               |                               |                               |   |   |                                |                                |                                |  | 1 | França                    | 1                         |                           |
|  |                                         | 4                                         | Croàcia                                 | 3                             |            |                               |                               |                               |   |   |                                |                                |                                |  |   |                           |                           |                           |
|  |                                         | 4                                         | Croàcia                                 | 3                             | Kazakhstan | 4                             |                               |                               |   |   |                                |                                |                                |  |   |                           |                           |                           |
|  |                                         | Varaždin, Croàcia (terra batuda interior) |                                         |                               | Kazakhstan | 4                             |                               |                               |   |   |                                |                                |                                |  |   |                           |                           |                           |
|  | 5                                       | Suïssa                                    | 1                                       |                               |            |                               |                               |                               |   |   |                                |                                |                                |  |   |                           |                           |                           |
|  | 5                                       | Suïssa                                    | 1                                       |                               |            | Kazakhstan                    | 1                             |                               |   |   |                                |                                |                                |  |   |                           |                           |                           |
|  | Osijek, Croàcia (terra batuda interior) |                                           |                                         |                               |            | Kazakhstan                    | 1                             |                               |   |   |                                |                                |                                |  |   |                           |                           |                           |
|  |                                         | 4                                         | Croàcia                                 | 3                             |            |                               |                               |                               |   |   |                                |                                |                                |  |   |                           |                           |                           |
|  |                                         | 4                                         | Croàcia                                 | 3                             | Canadà     | 1                             |                               |                               |   |   |                                |                                |                                |  |   |                           |                           |                           |
|  |                                         |                                           |                                         |                               | Canadà     | 1                             | Zadar, Croàcia (terra batuda) |                               |   |   |                                |                                |                                |  |   |                           |                           |                           |
|  | 4                                       | Croàcia                                   | 3                                       |                               |            |                               |                               |                               |   |   |                                |                                |                                |  |   |                           |                           |                           |
|  | 4                                       | Croàcia                                   | 3                                       |                               |            |                               |                               |                               |   | 4 | Croàcia                        | 3                              |                                |  |   |                           |                           |                           |
|  | Niš, Sèrbia (terra batuda interior)     |                                           |                                         |                               |            |                               |                               |                               |   | 4 | Croàcia                        | 3                              |                                |  |   |                           |                           |                           |
|  |                                         |                                           | Estats Units                            | 2                             |            |                               |                               |                               |   |   |                                |                                |                                |  |   |                           |                           |                           |
|  |                                         | Estats Units                              | Estats Units                            | 2                             | 3          |                               |                               |                               |   |   |                                |                                |                                |  |   |                           |                           |                           |
|  |                                         | Estats Units                              | Nashville, Estats Units (dura interior) |                               | 3          |                               |                               |                               |   |   |                                |                                |                                |  |   |                           |                           |                           |
|  | 7                                       | Sèrbia                                    | 1                                       |                               |            |                               |                               |                               |   |   |                                |                                |                                |  |   |                           |                           |                           |
|  | 7                                       | Sèrbia                                    | 1                                       |                               |            | Estats Units                  | 4                             |                               |   |   |                                |                                |                                |  |   |                           |                           |                           |
|  | Lieja, Hongria (dura interior)          |                                           |                                         |                               |            | Estats Units                  | 4                             |                               |   |   |                                |                                |                                |  |   |                           |                           |                           |
|  |                                         | 2                                         | Bèlgica                                 | 0                             |            |                               |                               |                               |   |   |                                |                                |                                |  |   |                           |                           |                           |
|  |                                         | 2                                         | Bèlgica                                 | 0                             | Hongria    | 2                             |                               |                               |   |   |                                |                                |                                |  |   |                           |                           |                           |
|  |                                         |                                           |                                         |                               | Hongria    | 2                             |                               |                               |   |   |                                |                                |                                |  |   |                           |                           |                           |
|  | 2                                       | Bèlgica                                   | 3                                       |                               |            |                               |                               |                               |   |   |                                |                                |                                |  |   |                           |                           |                           |

## Play-off Grup Mundial
Els partits del Play-off del Grup Mundial es van disputar el 14 i 16 de setembre de 2018 i hi van participar els vuit equips perdedors de la primera ronda del Grup Mundial contra els vuit equips guanyadors dels Grup I dels tres sectors mundials. L'elecció dels caps de sèrie es va basar en el rànquing de la Copa Davis.
| Seu (superfície)                                                         | Equip local    | Resultat | Equip visitant       |
| ------------------------------------------------------------------------ | -------------- | -------- | -------------------- |
| Estadio Doctor Aldo Cantoni, San Juan, Argentina (terra batuda interior) | Argentina (1)  | 4 − 0    | Colòmbia             |
| Emirates Arena, Glasgow, Regne Unit (dura interior)                      | Regne Unit (2) | 3 − 1    | Uzbekistan           |
| Messe Congress, Graz, Àustria (terra batuda)                             | Àustria        | 3 − 1    | Austràlia (3)        |
| Swiss Tennis Arena, Biel/Bienne, Suïssa (dura interior)                  | Suïssa (4)     | 2 − 3    | Suècia               |
| Kraljevo Sports Venue, Kraljevo, Sèrbia (terra batuda interior)          | Sèrbia (5)     | 4 − 0    | Índia                |
| Ricoh Colliseum, Toronto, Canadà (dura interior)                         | Canadà (6)     | 3 − 1    | Països Baixos        |
| Kopaszi Dam, Budapest, Hongria (terra batuda)                            | Hongria        | 2 − 3    | Txèquia (7)          |
| ITC Utsubo Tennis Center, Osaka, Japó (dura)                             | Japó (8)       | 4 − 0    | Bòsnia i Hercegovina |

## Sector Àfrica/Europa

### Grup I
Els partits de la primera i segona ronda del Grups I africà-europeu es van disputar entre el 2 i 3 de febrer, i 6 i 7 d'abril de 2018 respectivament. Els equips vencedors de la segona ronda van accedir al Play-off del Grup Mundial mentre que els perdedors de la primera ronda van accedir al Play-off de permanència als Grups II. Les rondes del play-off de descens es va disputar entre els dies 14 i 15 de setembre, i 23 i 24 de novembre. L'elecció dels caps de sèrie es va basar en el rànquing de la Copa Davis.
| Seu (superfície)                                                 | Equip local                  | Resultat                     | Equip visitant               |
| Segona ronda (6 i 7 d'abril)                                     | Segona ronda (6 i 7 d'abril) | Segona ronda (6 i 7 d'abril) | Segona ronda (6 i 7 d'abril) |
| ---------------------------------------------------------------- | ---------------------------- | ---------------------------- | ---------------------------- |
| RT Torax Arena, Ostrava, República Txeca (terra batuda interior) | Txèquia (1)                  | 3 − 1                        | Israel                       |
| Royal Tennis Hall, Estocolm, Suècia (dura interior)              | Suècia                       | 3 − 2                        | Portugal (4)                 |
| NTC Arena, Bratislava, Eslovàquia (terra batuda interior)        | Eslovàquia (3)               | 2 − 3                        | Bòsnia i Hercegovina         |
| Luzhniki Small Sports Arena, Moscou, Rússia (dura interior)      | Rússia (2)                   | 1 − 3                        | Àustria                      |
| Primera ronda (2 i 3 de febrer)                                  |                              |                              |                              |
| Irene Country Club, Centurion, Sud-àfrica (dura)                 | Sud-àfrica                   | 2 − 3                        | Israel                       |
| Megaron Tennis Club, Dniprò, Ucraïna (dura interior)             | Ucraïna                      | 2 − 3                        | Suècia                       |
| VAZ St. Polten, Sankt Pölten, Àustria (terra batuda interior)    | Àustria                      | 5 − 0                        | Belarús                      |
| Primera ronda de permanència (14 i 16 de setembre)               |                              |                              |                              |
| Campa Tennis Club, Bucha, Ucraïna (dura)                         | Ucraïna                      | 3 − 1                        | Portugal (4)                 |
| Luzhniki Small Sports Arena, Moscou, Rússia (dura interior)      | Rússia (2)                   | 3 − 2                        | Belarús                      |
| Segona ronda de permanència (19 i 20 d'octubre)                  |                              |                              |                              |
| Club Internacional de Foot-Ball, Lisboa, Portugal (terra batuda) | Portugal (4)                 | 4 − 0                        | Sud-àfrica                   |
| NTC Arena, Bratislava, Eslovàquia (terra batuda interior)        | Eslovàquia                   | 3 − 1                        | Belarús                      |

### Grup II
Els partits de la primera, segona i tercera ronda del Grup II africà-europeu es van disputar entre el 3 i 4 de febrer, 7 i 8 d'abril, i 15 i 16 de setembre de 2018 respectivament. Els dos equips vencedors de la tercera ronda van ascendir directament al Grup I del sector africà-europeu. Els quatre equips perdedors de la ronda de permanència, disputada entre el 7 i 8 d'abril, van descendir al Grup III. L'elecció dels caps de sèrie es va basar en el rànquing de la Copa Davis.
| Seu (superfície)                                                       | Equip local                         | Resultat                            | Equip visitant                      |
| Tercera ronda (15 i 16 de setembre)                                    | Tercera ronda (15 i 16 de setembre) | Tercera ronda (15 i 16 de setembre) | Tercera ronda (15 i 16 de setembre) |
| ---------------------------------------------------------------------- | ----------------------------------- | ----------------------------------- | ----------------------------------- |
| Sala Polivalenta, Cluj-Napoca, Romania (terra batuda interior)         | Romania (1)                         | 2 − 3                               | Polònia                             |
| El Gezira Sporting Club, Zamalek, Egipte (terra batuda)                | Egipte                              | 2 − 3                               | Finlàndia (7)                       |
| Segona ronda (7 i 8 d'abril)                                           |                                     |                                     |                                     |
| Sala Polivalenta Cluj-Napoca, Cluj-Napoca, Romania (dura interior)     | Romania (1)                         | 5 − 0                               | Marroc                              |
| Hala 100 Lecia Sopotu, Sopot, Polònia (dura interior)                  | Polònia                             | 4 − 1                               | Zimbàbue                            |
| Gentoftehallen, Gentofte, Dinamarca (dura interior)                    | Dinamarca (3)                       | 1 − 3                               | Egipte                              |
| Tali Tennis Center, Hèlsinki, Finlàndia (dura interior)                | Finlàndia (7)                       | 3 − 2                               | Lituània (2)                        |
| Primera ronda (3 i 4 de febrer)                                        |                                     |                                     |                                     |
| Sala Polivalenta Piatra Neamt, Piatra Neamț, Romania (dura interior)   | Romania (1)                         | 4 − 1                               | Luxemburg                           |
| Royal Tennis Club de Marrakech, Marràqueix, Marroc (terra batuda)      | Marroc                              | 3 − 1                               | Geòrgia (8)                         |
| Lukna Sports Hall, Maribor, Eslovènia (dura interior)                  | Eslovènia (4)                       | 2 − 3                               | Polònia                             |
| Harare Sports Club, Harare, Zimbàbue (dura)                            | Zimbàbue                            | 3 − 1                               | Turquia (5)                         |
| Soho Square, Xarm el-Xeikh, Egipte (dura)                              | Egipte                              | 4 − 0                               | Noruega (6)                         |
| Birkerod Idraetscenter, Birkerod, Dinamarca (dura interior)            | Dinamarca (3)                       | 4 − 1                               | Irlanda                             |
| Tennis Courts Cite Nationale Sportive, El Menzah, Tunísia (dura)       | Tunísia                             | 2 − 3                               | Finlàndia (7)                       |
| Siauliai Tennis School, Šiauliai, Lituània (dura interior)             | Lituània (2)                        | 3 − 1                               | Estònia                             |
| Ronda de permanència (7 i 8 d'abril)                                   |                                     |                                     |                                     |
| Centre National de Tennis, Esch-sur-Alzette, Luxemburg (dura interior) | Luxemburg                           | 5 − 0                               | Geòrgia (8)                         |
| SRC Marina Portoroz, Portorož, Eslovènia (dura interior)               | Eslovènia (4)                       | 3 − 2                               | Turquia (5)                         |
| Oslo Tennis Arena, Oslo, Noruega (dura interior)                       | Noruega (6)                         | 3 − 1                               | Irlanda                             |
| Tere Tennisekeskus, Tallinn, Estònia (dura interior)                   | Estònia                             | 3 − 2                               | Tunísia                             |

### Grup III

#### Àfrica
Els partits del Grup III del sector africà es van disputar entre el 18 i el 23 de juny de 2018 sobre terra batuda exterior en el Nairobi Club de Nairobi (Kenya). La primera fase estava formada per quatre grups de quatre països. Els primers de cada grup es van enfrontar en una eliminatòria, el primer del grup A contra el primer del B, i el primer del C contra el primer del D, per determinar els dos països que ascendien al Grup II del sector africà-europeu.
Grup A
|           | Benín | Nigèria | Ruanda | Camerun | V − D | Partits | Pos. |
| Benín (1) |       | 3−0     | 3−0    | 2−1     | 3−0   | 8−1     | 1    |
| Nigèria   | 0−3   |         | 3−0    | 2−1     | 2−1   | 5−4     | 2    |
| Ruanda    | 0−3   | 0−3     |        | 1−2     | 0−3   | 1−8     | 4    |
| Camerun   | 1−2   | 1−2     | 2−1    |         | 1−2   | 4−5     | 3    |

Grup B
|           | Kenya | Algèria | Namíbia | Moçambic | Uganda | V − D | Partits | Pos. |
| Kenya (2) |       | 3−0     | 1−2     | 3−0      | 3−0    | 3−1   | 10−2    | 2    |
| Algèria   | 0−3   |         | 0−3     | 1−2      | 2−1    | 1−3   | 3−9     | 4    |
| Namíbia   | 2−1   | 3−0     |         | 3−0      | 2−1    | 4−0   | 10−2    | 1    |
| Moçambic  | 0−3   | 2−1     | 0−3     |          | 2−1    | 2−2   | 4−8     | 3    |
| Uganda    | 0−3   | 1−2     | 1−2     | 1−2      |        | 0−4   | 3−9     | 5    |

Play-offs
| Ronda       | Equip A   | Resultat | Equip B   |
| ----------- | --------- | -------- | --------- |
| Ascens      | Benín (1) | 1 − 2    | Kenya (2) |
| Ascens      | Nigèria   | 1 − 2    | Namíbia   |
| Cinquè/Sisè | Camerun   | 1 − 2    | Moçambic  |
| Setè/Vuitè  | Ruanda    | 0 − 2    | Algèria   |
| Novè        | Uganda    |          |           |

#### Europa
Els partits del Grup III del sector europeu es van disputar entre el 2 i el 8 d'abril de 2018 sobre terra batuda exterior en dues seus diferents: el Tennis Club Lokomotiv de Plòvdiv (Bulgària) i el Ulcinj Bellevue d'Ulcinj (Montenegro). La primera fase estava formada per quatre grups de quatre països, dos grups a cada seu. Els primers de cada grup es van enfrontar en una eliminatòria, el primer del grup A contra el primer del B, i el primer del C contra el primer del D, per determinar els dos països que ascendien al Grup II del sector africà-europeu, un ascens a cada seu.
Grup A (Plòvdiv)
|                    | Albània | Bulgària | Islàndia | Macedònia del Nord | V − D | Partits | Pos. |
| Albània            |         | 0−3      | 1−2      | 0−3                | 0−3   | 1−8     | 4    |
| Bulgària (1)       | 3−0     |          | 3−0      | 3−0                | 3−0   | 9−0     | 1    |
| Islàndia           | 2−1     | 0−3      |          | 1−2                | 1−2   | 3−6     | 3    |
| Macedònia del Nord | 3−0     | 0−3      | 2−1      |                    | 2−1   | 5−4     | 2    |

Grup B (Plòvdiv)
|            | Andorra | Mònaco | San Marino | Xipre | V − D | Partits | Pos. |
| Andorra    |         | 0−3    | 2−1        | 0−3   | 1−2   | 2−7     | 3    |
| Mònaco (2) | 3−0     |        | 3−0        | 2−1   | 3−0   | 8−1     | 1    |
| San Marino | 1−2     | 0−3    |            | 1−2   | 0−3   | 2−7     | 4    |
| Xipre      | 3−0     | 1−2    | 2−1        |       | 2−1   | 6−3     | 2    |

Play-offs (Plòvdiv)
| Ronda        | Equip A            | Resultat | Equip B    |
| ------------ | ------------------ | -------- | ---------- |
| Ascens       | Bulgària (1)       | 1 − 2    | Mònaco (2) |
| Tercer/Quart | Macedònia del Nord | 2 − 0    | Xipre      |
| Cinquè/Sisè  | Islàndia           | 3 − 0    | Andorra    |
| Setè/Vuitè   | Albània            | 0 − 2    | San Marino |

Grup A (Ulcinj)
|             | Armènia | Grècia | Letònia | Montenegro | V − D | Partits | Pos. |
| Armènia     |         | 0−3    | 1−2     | 0−3        | 0−3   | 1−8     | 4    |
| Grècia      | 3−0     |        | 2−1     | 1−2        | 2−1   | 6−3     | 2    |
| Letònia (3) | 2−1     | 1−2    |         | 1−2        | 1−2   | 4−5     | 3    |
| Montenegro  | 3−0     | 2−1    | 2−1     |            | 3−0   | 6−3     | 1    |

Grup B (Ulcinj)
|               | Kosovo | Liechtenstein | Malta | Moldàvia | V − D | Partits | Pos. |
| Kosovo        |        | 0−3           | 0−3   | 1−2      | 0−3   | 1−8     | 4    |
| Liechtenstein | 3−0    |               | 2−1   | 0−3      | 2−1   | 5−4     | 3    |
| Malta         | 3−0    | 1−2           |       | 2−1      | 2−1   | 6−3     | 1    |
| Moldàvia (4)  | 2−1    | 3−0           | 1−2   |          | 2−1   | 6−3     | 2    |

Play-offs (Ulcinj)
| Ronda        | Equip A     | Resultat | Equip B       |
| ------------ | ----------- | -------- | ------------- |
| Ascens       | Montenegro  | 3 − 0    | Malta         |
| Tercer/Quart | Grècia      | 3 − 0    | Moldàvia (4)  |
| Cinquè/Sisè  | Letònia (3) | 3 − 0    | Liechtenstein |
| Setè/Vuitè   | Armènia     | 3 − 0    | Kosovo        |

## Sector Amèrica

### Grup I
Els partits de la primera i segona ronda del Grups I americà es van disputar entre el 2 i 3 de febrer, i 6 i 7 d'abril de 2018 respectivament. Els equips vencedors de la segona ronda van accedir al Play-off del Grup Mundial mentre que els perdedors de la primera ronda van accedir al Play-off de descens al Grup II. Les rondes del play-off de descens es va disputar entre els dies 6 i 8 d'abril, i 14 i 16 de setembre. L'elecció dels caps de sèrie es va basar en el rànquing de la Copa Davis.
| Seu (superfície)                                                             | Equip local                  | Resultat                     | Equip visitant               |
| Segona ronda (6 i 7 d'abril)                                                 | Segona ronda (6 i 7 d'abril) | Segona ronda (6 i 7 d'abril) | Segona ronda (6 i 7 d'abril) |
| ---------------------------------------------------------------------------- | ---------------------------- | ---------------------------- | ---------------------------- |
| Estadio Doctor Aldo Cantoni, San Juan, Argentina (terra batuda interior)     | Argentina (1)                | 3 − 2                        | Xile                         |
| Parque Distrital de Raquetas, Barranquilla, Colòmbia (dura)                  | Colòmbia                     | 3 − 2                        | Brasil (2)                   |
| Primera ronda (2 i 3 de febrer)                                              |                              |                              |                              |
| Estadio Nacional - Court Central Anita Lizana, Santiago, Xile (terra batuda) | Xile                         | 3 − 1                        | Equador                      |
| National Tennis Centre, St. Michael, Barbados (dura)                         | Barbados                     | 0 − 4                        | Colòmbia                     |
| Club Deportivo Naco, Santo Domingo, República Dominicana (dura)              | República Dominicana         | 2 − 3                        | Brasil (2)                   |
| Primera ronda de permanència (6 i 7 d'abril)                                 |                              |                              |                              |
| Tenis Parque Del Este, Santo Domingo, República Dominicana (dura)            | República Dominicana         | 4 − 0                        | Barbados                     |
| Segona ronda de permanència (15 i 16 de setembre)                            |                              |                              |                              |
| National Tennis Centre, St. Michael, Barbados (dura)                         | Barbados                     | 0 − 4                        | Equador                      |

### Grup II
Els partits de la primera, segona i tercera ronda del Grup II americà es van disputar entre el 3 i 4 de febrer, i 7 i 8 d'abril, i 15 i 16 de setembre de 2018 respectivament. L'equip vencedor de la tercera ronda va ascendir directament al Grup I del sector americà. Els dos equips perdedors de la ronda de permanència, disputada el 4 i 6 d'abril, van descendir al Grup III. L'elecció dels caps de sèrie es va basar en el rànquing de la Copa Davis.
| Seu (superfície)                                                  | Equip local                         | Resultat                            | Equip visitant                      |
| Tercera ronda (15 i 16 de novembre)                               | Tercera ronda (15 i 16 de novembre) | Tercera ronda (15 i 16 de novembre) | Tercera ronda (15 i 16 de novembre) |
| ----------------------------------------------------------------- | ----------------------------------- | ----------------------------------- | ----------------------------------- |
| Carrasco Lawn Tennis Club, Montevideo, Uruguai (terra batuda)     | Uruguai                             | 3 − 1                               | Mèxic (4)                           |
| Segona ronda (7 i 8 d'abril)                                      |                                     |                                     |                                     |
| Carrasco Lawn Tennis Club, Montevideo, Uruguai (terra batuda)     | Uruguai                             | 4 − 1                               | Veneçuela (1)                       |
| Club Deportivo la Asunción, Metepec, Mèxic (dura)                 | Mèxic (4)                           | 3 − 1                               | Perú (2)                            |
| Primera ronda (3 i 4 de febrer)                                   |                                     |                                     |                                     |
| Federacion Nacional de Tenis, Guatemala, Guatemala (dura)         | Guatemala                           | 1 − 3                               | Veneçuela (1)                       |
| Circulo Deportivo Internacional, San Salvador, El Salvador (dura) | El Salvador (3)                     | 1 − 4                               | Uruguai                             |
| Cancha Central Club Campestre, Tijuana, Mèxic (dura)              | Mèxic (4)                           | 5 − 0                               | Puerto Rico                         |
| Isaac Gorostiaga, La Paz, Bolívia (terra batuda)                  | Bolívia                             | 1 − 4                               | Perú (2)                            |
| Ronda de permanència (7 i 8 d'abril)                              |                                     |                                     |                                     |
| Federacion Nacional de Tenis, Guatemala, Guatemala (dura)         | Guatemala                           | 3 − 1                               | El Salvador (3)                     |
| Club de Tenis Trinidad, Trinidad, Bolívia (terra batuda)          | Bolívia                             | 5 − 0                               | Puerto Rico                         |

### Grup III
Els partits del Grup III del sector americà es van disputar entre el 28 de maig i el 2 de juny de 2018 sobre pista dura exterior en el Costa Rica Country Club d'Escazú (Costa Rica). La primera fase estava formada per un grup de quatre països i un de cinc. Els dos primers de cada grup es van enfrontar en una eliminatòria, el primer del grup A contra el segon del B, i el primer del B contra el segon de l'A, per determinar els dos països que ascendien al Grup II del sector americà.
Grup A
|              | Paraguai | Costa Rica | Cuba | Panamà | V − D | Partits | Pos. |
| Paraguai (1) |          | 2−1        | 3−0  | 3−0    | 3−0   | 8−1     | 1    |
| Costa Rica   | 1−2      |            | 3−0  | 3−0    | 2−1   | 7−2     | 2    |
| Cuba         | 0−3      | 0−3        |      | 3−0    | 3−6   | 3−6     | 3    |
| Panamà       | 0−3      | 0−3        | 0−3  |        | 0−3   | 0−9     | 4    |

Grup B
|                   | Hondures | Jamaica | Bahames | Bermudes | Antigua i Barbuda | V − D | Partits | Pos. |
| Hondures (2)      |          | 1−2     | 1−2     | 3−0      | 2−1               | 2−2   | 7−5     | 2    |
| Jamaica           | 2−1      |         | 0−3     | 3−0      | 1−2               | 2−2   | 6−6     | 3    |
| Bahames           | 2−1      | 3−0     |         | 3−0      | 3−0               | 4−0   | 14−1    | 1    |
| Bermudes          | 0−3      | 0−3     | 0−3     |          | 1−2               | 0−4   | 1−11    | 5    |
| Antigua i Barbuda | 1−2      | 2−1     | 0−3     | 2−1      |                   | 2−2   | 5−7     | 4    |

Play-offs
| Ronda       | Equip A      | Resultat | Equip B           |
| ----------- | ------------ | -------- | ----------------- |
| Ascens      | Paraguai (1) | 0 − 2    | Hondures (2)      |
| Ascens      | Costa Rica   | 1 − 2    | Bahames           |
| Cinquè/Sisè | Cuba         | 2 − 0    | Jamaica           |
| Setè/Vuitè  | Panamà       | 2 − 1    | Antigua i Barbuda |
| Novè        | Bermudes     |          |                   |

## Sector Àsia/Oceania

### Grup I
Els partits de la primera i segona ronda del Grup I asiàtico-oceànic es van disputar entre el 2 i 4 de febrer, i 6 i 8 d'abril de 2018 respectivament. Els dos equips vencedors de la segona ronda va accedir al Play-off del Grup Mundial mentre que els perdedors de la primera ronda van accedir al Play-off de descens al Grup II. Les rondes del play-off de descens es va disputar entre els dies 14 i 16 de setembre, i 23 i 25 de novembre, i l'equip derrotat va descendir al Grup II. L'elecció dels caps de sèrie es va basar en el rànquing de la Copa Davis.
| Seu (superfície)                                                   | Equip local                  | Resultat                     | Equip visitant               |
| Segona ronda (6 i 7 d'abril)                                       | Segona ronda (6 i 7 d'abril) | Segona ronda (6 i 7 d'abril) | Segona ronda (6 i 7 d'abril) |
| ------------------------------------------------------------------ | ---------------------------- | ---------------------------- | ---------------------------- |
| Tianjin Tennis Centre, Tientsin, Xina (dura)                       | R.P. de la Xina              | 2 − 3                        | Índia (1)                    |
| Pakistan Sports Complex, Islamabad, Pakistan (gespa)               | Pakistan                     | 1 − 4                        | Uzbekistan (2)               |
| Primera ronda (2 i 3 de febrer)                                    |                              |                              |                              |
| Tianjin Tennis Center, Tientsin, Xina (dura interior)              | R.P. de la Xina              | 3 − 1                        | Nova Zelanda                 |
| Pakistan Sports Complex, Islamabad, Pakistan (gespa)               | Pakistan                     | 4 − 0                        | Corea del Sud                |
| Primera ronda del play-off de descens                              |                              |                              |                              |
| Segona ronda del play-off de descens (14 i 15 de setembre)         |                              |                              |                              |
| Gimcheon Sports Town Tennis Courts, Gimcheon, Corea del Sud (dura) | Corea del Sud                | 3 − 2                        | Nova Zelanda                 |

### Grup II
Els partits de la primera, segona i tercera ronda del Grup I asiàtico-oceànic es van disputar entre el 2 i 4 de febrer, 6 i 8 d'abril, i 14 i 16 de setembre de 2018 respectivament. L'equip vencedor de la tercera ronda va accedir al Grup I mentre que els perdedors de la primera ronda van accedir al Play-off de descens al Grup II. Les rondes del play-off de descens es va disputar entre els dies 6 i 8 d'abril, i els dos equips derrotats van descendir al Grup III. L'elecció dels caps de sèrie es va basar en el rànquing de la Copa Davis.
| Seu (superfície)                                                            | Equip local                         | Resultat                            | Equip visitant                      |
| Tercera ronda (15 i 16 de setembre)                                         | Tercera ronda (15 i 16 de setembre) | Tercera ronda (15 i 16 de setembre) | Tercera ronda (15 i 16 de setembre) |
| --------------------------------------------------------------------------- | ----------------------------------- | ----------------------------------- | ----------------------------------- |
| The National Tennis Development Center, Nonthaburi, Tailàndia (dura)        | Tailàndia (1)                       | 2 − 3                               | Líban                               |
| Segona ronda (7 i 8 d'abril)                                                |                                     |                                     |                                     |
| Philippine Columbian Association, Manila, Filipines (terra batuda interior) | Filipines (3)                       | 1 − 4                               | Tailàndia (1)                       |
| Notre Dame University, Zouk Mosbeh, Líban (dura)                            | Líban                               | 3 − 1                               | Hong Kong (4)                       |
| Primera ronda (3 i 4 de febrer)                                             |                                     |                                     |                                     |
| Sri Lanka Tennis Association, Colombo, Sri Lanka (terra batuda)             | Sri Lanka                           | 2 − 3                               | Tailàndia (1)                       |
| Gelora Bung Karno Tennis Stadium, Jakarta, Indonèsia (dura interior)        | Indonèsia                           | 1 − 4                               | Filipines (3)                       |
| Victoria Park Tennis Stadium, Causeway Bay, Hong Kong (dura)                | Hong Kong (4)                       | 4 − 0                               | Iran                                |
| Taadod Sports Academy, Beirut, Líban (dura interior)                        | Líban                               | 3 − 2                               | Xina Taipei (2)                     |
| Ronda de permanència (7 i 8 d'abril)                                        |                                     |                                     |                                     |
| Sri Lanka Tennis Association, Colombo, Sri Lanka (terra batuda)             | Sri Lanka                           | 1 − 3                               | Indonèsia                           |
| Taipei Tennis Center, Taipei, República de la Xina (dura interior)          | Xina Taipei (2)                     | 4 − 0                               | Iran                                |

### Grup III
Els partits del Grup III del sector asiàtic es van disputar entre el 2 i el 7 d'abril de 2018 sobre pista dura interior en el My Dinh Sports Complex de Hanoi (Vietnam). La primera fase estava formada per dos grups de quatre països. Els dos primers de cada grup es van enfrontar en una eliminatòria, el primer del grup A contra el primer del B, i viceversa, per determinar els dos països que ascendien al Grup II del sector asiàtic. Per la part baixa, els dos darrers classificats de cada grup s'enfrontaven en una eliminatòria on els dos perdedors descendien al Grup IV del sector asiàtic.
Grup A
|                 | Cambodja | Pacific Oceania | Malàisia | Vietnam | V − D | Partits | Pos. |
| Cambodja        |          | 2−1             | 0−3      | 0−3     | 1−2   | 2−7     | 3    |
| Pacific Oceania | 1−2      |                 | 1−2      | 1−2     | 0−3   | 3−6     | 4    |
| Malàisia        | 3−0      | 2−1             |          | 0−3     | 2−1   | 5−4     | 2    |
| Vietnam (1)     | 3−0      | 2−1             | 3−0      |         | 1−0   | 8−1     | 1    |

Grup B
|                | Kuwait | Qatar | Aràbia Saudita | Síria | Jordània | V − D | Partits | Pos. |
| Kuwait (2)     |        | 2−1   | 3−0            | 2−1   | 3−0      | 4−0   | 10−2    | 1    |
| Qatar          | 1−2    |       | 3−0            | 3−0   | 2−1      | 3−1   | 9−3     | 2    |
| Aràbia Saudita | 0−3    | 0−3   |                | 1−2   | 0−3      | 0−4   | 1−11    | 5    |
| Síria          | 1−2    | 0−3   | 2−1            |       | 2−1      | 2−2   | 5−7     | 3    |
| Jordània       | 0−3    | 1−2   | 3−0            | 1−2   |          | 1−3   | 5−7     | 4    |

Play-offs
| Ronda   | Equip A         | Resultat | Equip B        |
| ------- | --------------- | -------- | -------------- |
| Ascens  | Vietnam (1)     | 3 − 0    | Qatar          |
| Ascens  | Malàisia        | 0 − 2    | Kuwait (2)     |
| Cinquè  | Síria           |          |                |
| Descens | Cambodja        | 0 − 3    | Aràbia Saudita |
| Descens | Pacific Oceania | 2 − 1    | Jordània       |

### Grup IV
Els partits del Grup IV del sector asiàtico-oceànic es van disputar entre el 29 de gener i el 3 de febrer de 2018 sobre pista dura exterior en el Sultan Qaboos Sport Complex de Masqat (Oman). La primera fase estava formada per dos grups de sis països. Els primers de cada grup es van enfrontar en una eliminatòria per determinar els dos països que ascendien al sector Àsia/Oceania del Grup III.
Grup A
|                         | Emirats Àrabs Units | Oman | Myanmar | Iraq | Bangladesh | Kirguizstan | V − D | Partits | Pos. |
| Emirats Àrabs Units (1) |                     | 1−2  | 3−0     | 3−0  | 2−1        | 3−0         | 4−1   | 12−3    | 2    |
| Oman                    | 2−1                 |      | 3−0     | 3−0  | 3−0        | 3−0         | 5−0   | 14−1    | 1    |
| Myanmar                 | 0−3                 | 0−3  |         | 1−2  | 2−1        | 3−0         | 2−3   | 6−9     | 4    |
| Iraq                    | 0−3                 | 0−3  | 2−1     |      | 1−2        | 3−0         | 2−3   | 6−9     | 3    |
| Bangladesh              | 1−2                 | 0−3  | 1−2     | 2−1  |            | 2−1         | 2−3   | 6−9     | 5    |
| Kirguizstan             | 0−3                 | 0−3  | 0−3     | 0−3  | 1−2        |             | 0−5   | 1−14    | 6    |

Grup B
|              | Singapur | Turkmenistan | Mongòlia | Bahrain | Tadjikistan | Guam | V − D | Partits | Pos. |
| Singapur (2) |          | 3−0          | 3−0      | 3−0     | 3−0         | 3−0  | 5−0   | 15−0    | 1    |
| Turkmenistan | 0−3      |              | 1−2      | 1−2     | 3−0         | 0−3  | 1−4   | 5−10    | 5    |
| Mongòlia     | 0−3      | 2−1          |          | 2−1     | 3−0         | 0−3  | 3−2   | 7−8     | 4    |
| Bahrain      | 0−3      | 2−1          | 1−2      |         | 3−0         | 2−1  | 3−2   | 8−7     | 3    |
| Tadjikistan  | 0−3      | 0−3          | 0−3      | 0−3     |             | 0−3  | 0−5   | 0−15    | 6    |
| Guam         | 0−3      | 3−0          | 3−0      | 1−2     | 3−0         |      | 3−2   | 10−5    | 2    |

Play-offs
| Ronda       | Equip A             | Resultat | Equip B      |
| ----------- | ------------------- | -------- | ------------ |
| Ascens      | Oman                | 2 − 0    | Guam         |
| Ascens      | Emirats Àrabs Units | 1 − 2    | Singapur     |
| Cinquè/Sisè | Iraq                | 0 − 2    | Bahrain      |
| Setè/Vuitè  | Myanmar             | 1 − 2    | Mongòlia     |
| Novè/Desè   | Bangladesh          | 1 − 2    | Turkmenistan |
| Onzè/Dotzè  | Kirguizstan         | 3 − 0    | Tadjikistan  |

## Resum
| Grup         | Grup      | Països                                                                                           |
| ------------ | --------- | ------------------------------------------------------------------------------------------------ |
| Grup Mundial | Campió    | Croàcia                                                                                          |
| Grup Mundial | Finalista | França                                                                                           |
| Grup Mundial | Descens   | Austràlia, Hongria, Països Baixos, Suïssa                                                        |
| Grup I       | Ascens    | Argentina, Àustria, Suècia, Txèquia                                                              |
| Grup I       | Descens   | Barbados, Belarús, Nova Zelanda, Sud-àfrica                                                      |
| Grup II      | Ascens    | Finlàndia, Líban, Polònia, Uruguai                                                               |
| Grup II      | Descens   | Bahames, Geòrgia, Iran, Irlanda, Hondures, Puerto Rico, El Salvador, Sri Lanka, Tunísia, Turquia |
| Grup III     | Ascens    | Kenya, Kuwait, Mònaco, Montenegro, Namíbia, Vietnam                                              |
| Grup III     | Descens   | Cambodja, Jordània                                                                               |
| Grup IV      | Ascens    | Oman, Singapur                                                                                   |

## Rànquing
| Rànquing de la Copa Davis ITF 2018 | Rànquing de la Copa Davis ITF 2018 | Rànquing de la Copa Davis ITF 2018 | Rànquing de la Copa Davis ITF 2018 | Rànquing de la Copa Davis ITF 2018 | Rànquing de la Copa Davis ITF 2018 |
| Pos.                               | País                               | Punts                              | Eliminatòries                      | Ant.                               | Mov.                               |
| ---------------------------------- | ---------------------------------- | ---------------------------------- | ---------------------------------- | ---------------------------------- | ---------------------------------- |
| 1.                                 | França                             | 32637,50                           | 13                                 | 1                                  | =                                  |
| 2.                                 | Croàcia                            | 30257,50                           | 12                                 | 5                                  | 3                                  |
| 3.                                 | Argentina                          | 15685,00                           | 11                                 | 2                                  | 1                                  |
| 4.                                 | Bèlgica                            | 14941,25                           | 12                                 | 3                                  | 1                                  |
| 5.                                 | Regne Unit                         | 11916,25                           | 11                                 | 4                                  | 1                                  |
| 6.                                 | Estats Units                       | 9849,38                            | 9                                  | 10                                 | 4                                  |
| 7.                                 | Espanya                            | 9149,38                            | 9                                  |                                    | Augment                            |
| 8.                                 | Sèrbia                             | 7000,00                            | 9                                  | 7                                  | 1                                  |
| 9.                                 | Austràlia                          | 6712,50                            | 10                                 | 6                                  | 3                                  |
| 10.                                | Itàlia                             | 5826,25                            | 8                                  | 9                                  | 1                                  |